# Discographie de Julien Clerc
Cet article regroupe la discographie de Julien Clerc.

## Albums live
- 1970 : Olympia 70
- 1973 : Julien Clerc avec vous
- 1977 : Enregistrement public au Palais des sports (triple 33 tours)
- 1981 : Vendredi 13 (double 33 tours enregistré à Lyon)
- 1983 : Pantin 1983
- 1988 : Pour les fous d'hier et d'aujourd'hui
- 1991 : Amours secrètes... Passion publique
- 1994 : Olympia intégral 94
- 1997 : Le 4 octobre (enregistré au Palais des Sports le jour des 50 ans de Julien Clerc)
- 2002 : Julien déménage électrique & acoustique (double CD enregistré au Bataclan et au Zénith de Paris)
- 2009 : Tour 09
- 2012 : Symphonique
- 2016 : Tournée 2015 (Fans, je vous aime, édition limitée)

## Participations
- 1969 : Hair (comédie musicale)
- 1979 : 36 Front populaire (comédie musicale)
- 1979 : Émilie Jolie de Philippe Chatel
- 1990 : Pierre et le loup de Prokofiev (voix off)
- 1992 :  Histoire vécue, reprise de Jean-Claude Vannier, sur l'album Urgence, 27 artistes pour la recherche contre le sida
- 1990 : Diversion. Reprend L'Ange déchu de Jean-Louis Murat
- 1994 : À la Belle de Mai de Renaud (trois compositions)
- 1996 :  Les Enfoirés, première participation, renouvelée en 1998, puis 7 fois dans les années 2000 et 6 fois dans les années 2010
- 2006 : Le Chasseur, en duo avec Michel Delpech dans son album Michel Delpech &...
- 2006 :  Désobéissante, sur l'album Pianovoix de Jean-Yves d'Angelo
- 2007 :  Le chasseur et Double Enfance en duo avec Michel Delpech sur l'album de Michel Delpech Le Grand Rex 2007
- 2011 : Qu'est-ce que je vais te dire, titre composé pour Maurane, texte de Duguet-Brasser
- 2011 : C'est en septembre, sur Bécaud, et maintenant, album hommage à Gilbert Bécaud
- 2013 : Coule, titre composé pour Alex Beaupain, album Après moi le déluge
- 2014 :  Seras-tu là, de Michel Berger, en duo avec Françoise Hardy, sur l'album Kiss & Love, Les 20 ans de Sidaction
- 2017 : J'ai oublié de l'oublier en duo avec Eddy Mitchell sur son album La Même Tribu et participation à la chanson collective La Même Tribu
- 2017:  Mais j't'en veux pas et Où sont passés nos rêves, titres composés pour Serge Lama sur l'album Où sont passés nos rêves
- 2018:  Après quoi courions-nous, titre composé pour Françoise Fabian, sur un texte d'Alex Beaupain
- 2019:  Dernier soleil, titre composé pour Maxime Leforestier sur l'album Paraître ou ne pas être
- 2020 : Frantz (Viens mon cher Frantz), en duo avec Emmanuelle Béart sur l'album hommage à Guy Béart De Béart à Béart(s)
- 2022 : A me patria, avec Nathali Valli, Gianluca Cucciari et A Pasqualina sur l'album Corsu - Mezu Mezu 2

## Singles

### Années 1960
- Mai 1968 : Face A : La cavalerie (Étienne Roda-Gil / Julien Clerc) 
 Face B : Julien (Maurice Vallet / Julien Clerc)
- Mai 1968 : Face A L'amour en chantier (Étienne Roda-Gil / Julien Clerc) - La Cavalerie (Étienne Roda-Gil / Julien Clerc) 
 Face B : Jivaro song (Étienne Roda-Gil / Julien Clerc) - Julien (Maurice Vallet / Julien Clerc) - Version 4 titres
- Octobre 1968 : Face A : Sur tes pas (Étienne Roda-Gil / Julien Clerc) 
 Face B : Ivanovitch (Maurice Vallet / Julien Clerc) - La tarentelle (Étienne Roda-Gil / Julien Clerc)
- Février 1969 : Face A : Le Delta (Étienne Roda-Gil / Julien Clerc) - Les vendredis (Maurice Vallet / Julien Clerc) 
 Face B : Yann et les dauphins (Étienne Roda-Gil / Julien Clerc) - La petite sorcière malade (Étienne Roda-Gil / Julien Clerc)
- 1969 : Face A : Si tu reviens (Étienne Roda-Gil / Julien Clerc) 
 Face B : La Californie (Étienne Roda-Gil / Julien Clerc)
- 1969 : Face A : Manchester England - Oui, j'ai la vie / 
 Face B : Laissons entrer le soleil (extraits de la comédie musicale Hair)
- 1969 : Face A : Carthage (Étienne Roda-Gil / Julien Clerc) 
 Face B : Des larmes sucrées (Étienne Roda-Gil / Julien Clerc)
- 1969 : Face A : Des jours entiers à t'aimer (Étienne Roda-Gil / Julien Clerc) 
 Face B : Zucayan (Maurice Vallet / Julien Clerc)
- 1969 : Face A : 4 heures du matin (Maurice Vallet / Julien Clerc) 
 Face B : La veuve de Joe Stan Murray (Étienne Roda-Gil / Julien Clerc)

### Années 1970
- 1970 : Face A : Les fleurs des gares (Étienne Roda-Gil / Julien Clerc) - Pas publié en album 
 Face B : Le caravanier (Étienne Roda-Gil / Julien Clerc) - Pas publié en album
- 1971 : Face A : Le cœur volcan (Étienne Roda-Gil / Julien Clerc) - Pas publié en album 
 Face B : Mon alezan (Maurice Vallet / Julien Clerc) - Pas publié en album
- 1971 : Face A : Cris, tambours et masques de guerre (Étienne Roda-Gil / Julien Clerc) - Pas publié en album 
 Face B : Berce-moi (Étienne Roda-Gil / Julien Clerc) - Pas publié en album
- 1971 : Face A : C'est pour toi (Étienne Roda-Gil / Julien Clerc) -  Pas publié en album 
 Face B : Le petit vieillard qui chantait mal (Étienne Roda-Gil / Julien Clerc) - Pas publié en album  - Enregistré à l'OLYMPIA en 1970 (disque promo)
- 1971 : Face A : Ce n'est rien (Étienne Roda-Gil / Julien Clerc) 
 Face B : Rolo le baroudeur (Étienne Roda-Gil / Julien Clerc)
- 1972 : Face A : Niagara (Étienne Roda-Gil / Julien Clerc) 
 Face B : Et surtout (Étienne Roda-Gil / Julien Clerc)
- 1972 : Face A : À chaque jour (Étienne Roda-Gil / Julien Clerc) - Pas publié en album 
 Face B : La citadelle (Étienne Roda-Gil / Julien Clerc) - Pas publié en album
- 1972 : Face A : Si on chantait (Étienne Roda-Gil / Julien Clerc) 
 Face B : Le patineur (Étienne Roda-Gil / Julien Clerc)
- 1974 : Face A : Danse s'y (Étienne Roda-Gil / Julien Clerc) 
 Face B : Sans toi (Maurice Vallet / Julien Clerc)
- 1975 : Face A : Ballade pour un fou (Loco Loco)(H. Ferrer / Étienne Roda-Gil / Astor Piazzolla) - Pas publié en album 
 Face B : Si tu frappes à la tête (Étienne Roda-Gil / Julien Clerc) - Pas publié en album
- 1975 : Face A : Elle voulait qu'on l'appelle Venise (Étienne Roda-Gil / Julien Clerc) - Sorti uniquement en Belgique et aux Pays-Bas 
 Face B : Le patineur (Étienne Roda-Gil / Julien Clerc)
- 1976 : Face A : This Melody (Étienne Roda-Gil / Julien Clerc) - En France single promo uniquement
 Face B : Dors bien (Maurice Vallet / Julien Clerc)
- 1976 : Face A : Le cœur trop grand pour moi (Jean-Loup Dabadie / Julien Clerc) 
 Face B : Je suis mal (Jean-Loup Dabadie / Julien Clerc)
- 1977 : Face A : Partir (Jean-Loup Dabadie / Julien Clerc) - Pas publié en album 
 Face B : Angèle (Jean-Loup Dabadie / Julien Clerc/ Christian Padovan / Gérard Kawczynski) - Pas publié en album
- 1978 : Face A : Ma préférence (Jean-Loup Dabadie / Julien Clerc) 
 Face B : Travailler c’est trop dur (Traditionnel / Zachary Richard)
- 1979 : Face A : Ça commence comme un rêve d'enfant (Étienne Roda-Gil / Jean-Pierre Bourtayre / Jean-Claude Petit) 
 Face B : Barcelone 36 (Étienne Roda-Gil / Jean-Pierre Bourtayre / Jean-Claude Petit) - Extrait de 36 Front populaire
- 1979 : Face A : Macumba (Étienne Roda-Gil / Julien Clerc) 
 Face B : Dans mon cirage (Maurice Vallet / Julien Clerc)

### Années 1980
- 1980 : Face A : Émilie Jolie (Philippe Chatel) - Ça fait pleurer le bon Dieu (Étienne Roda-Gil / Julien Clerc) 
 Face B : Quand je joue (Luc Plamondon / Julien Clerc) / Le patineur (Étienne Roda-Gil / Julien Clerc)
- 1980 : Face A : Ma Doudou (Jean-Loup Dabadie / Julien Clerc) 
 Face B : Quand je joue (Luc Plamondon / Julien Clerc)
- 1980 : Face A : Mangos (Serge Gainsbourg / Julien Clerc / Martin Simon) 
 Face B : Jungle Queen (Maurice Vallet / Julien Clerc)
- 1982 : Face A : Femmes, je vous aime (Jean-Loup Dabadie / Julien Clerc) 
 Face B À son cou à ses genoux (Jean-Loup Dabadie / Julien Clerc/Graig Karp)
- 1982 : Face A : Lili voulait aller danser (Luc Plamondon / Julien Clerc) 
 Face B Blasphème (Bernard Lauze / Julien Clerc)
- 1983 : Face A : Cœur de rocker (Luc Plamondon / Julien Clerc) - Pas publié en album 
 Face B : Quelle heure est-il marquise ? nouvel enregistrement (Jean-Loup Dabadie / Julien Clerc)
- 1984 : Face A : La Fille aux bas nylon (Luc Plamondon / Julien Clerc / Jean Roussel) 
 Face B : Angela (David Mc Neil / Julien Clerc)
- 1984 : Face A : Mélissa (David Mc Neil / Julien Clerc) 
 Face B : Tant d'amour (Jean-Loup Dabadie / Julien Clerc)
- 1985 : Face A : Respire (Jean-Loup Dabadie / Julien Clerc) 
 Face B : Bambou bar (Luc Plamondon / Julien Clerc)
- 1985 : Face A : Bambou bar version maxi (Luc Plamondon / Julien Clerc) 
 Face B : Aime-moi (Jean-Loup Dabadie / Julien Clerc) + To be or not to be bop (David McNeil / Julien Clerc)
- 1987 : Face A : Mon Ange (Françoise Hardy / Julien Clerc - Jean Roussel) 
 Face B : Blonde et en colère (Jean-Loup Dabadie / Julien Clerc - Jean Roussel)
- 1987 : Face A : L'Enfant au walkman (Luc Plamondon / Julien Clerc - Jean Roussel) 
 Face B : Style Ming (Jean Roussel - Jean-Loup Dabadie / Julien Clerc)
- 1987 : Face A : Hélène (David Mc Neil / Julien Clerc) 
 Face B : Avoir 15 ans (Luc Plamondon / Julien Clerc)
- 1987 : Face A : Les Aventures à l'eau (David Mc Neil / Julien Clerc - Matt Clifford) 
 Face B : Barbare (Luc Plamondon / Julien Clerc)
- 1988 : Face A : Les Menhirs (Maurice Vallet / Julien Clerc) - En public 
 Face B : Pour qui tu t'prends (Françoise Hardy / Julien Clerc - Matt Clifford)
- 1989 : Face A : Fais-moi une place (Françoise Hardy / Julien Clerc) 
 Face B : Gare à la casse (Jean-Claude Vannier / Julien Clerc)

### Années 1990
- 1990 : Face A : Fille du feu (Thierry Séchan / Julien Clerc) 
 Face B : Foutu (Jean-Claude Vannier / Julien Clerc - John McCurry)
- 1990 : Face A : Petits pois lardons (Jean-Claude Vannier / Julien Clerc) 
 Face B : Le chiendent (Jean-Claude Vannier)
- 1990 : Face A : Nouveau Big Bang (Maurice Vallet / Julien Clerc) 
 Face B : Échafaudages (David Mc Neil / Julien Clerc)
- 1991 : Face A : Le verrou (Jean-Louis Bergheaud / Julien Clerc) 
 Face B : L'ange déchu (Jean Louis Bergheaud / Denis Clavaizolle) - Pas publié en album
- 1991 : Face A : Quitter l'enfance (Maxime Le Forestier / Julien Clerc) - Figure en bonus sur l'album live Amours secrètes... Passion publique 
 Face B : Danse s'y (Étienne Roda-Gil / Julien Clerc)
- 1992 : Face A : Utile (Étienne Roda-Gil / Julien Clerc) 
 Face B : Charpie de chapka (Étienne Roda-Gil / Julien Clerc)
- 1992 : Face A : Noé (Étienne Roda-Gil / Julien Clerc) 
 Face B : Seule au monde (Étienne Roda-Gil / Julien Clerc)
- 1993 : Face A : Free demo (Etienne Roda- Gil / Julien Clerc) - Nouvelle version featuring Tonton David 
 Face B : Free demo (instrumental) (Julien Clerc)
- 1994 : Face A : La belle est arrivée (Étienne Roda-Gil / Julien Clerc) 
 Face B : On n'est pas sérieux quand on a 17 ans (Léo Ferré) - Pas publié en album
- 1994 : Face A : Ballade en blanc (Étienne Roda-Gil / Julien Clerc) - version live Olympia 1994 
 Face B : Monde félé (Étienne Roda-Gil / Julien Clerc) - Pas publié en album
- 1994 : Face A : Amazone, à la vie (Étienne Roda-Gil / Julien Clerc) - version live Olympia 1994 
 Face B : Le cœur volcan (Étienne Roda-Gil / Julien Clerc)
- 1997 : Face A : Assez... Assez (David Mc Neil / Julien Clerc)
 Face B : Au bout du monde (Étienne Roda-Gil / Julien Clerc)
- 1998 : Face A : Le phare des vagabondes (Étienne Roda-Gil / Julien Clerc) 
 Face B : Les séparés (N'écris pas...) - (Marceline Desbordes-Valmore (1786-1859), poétesse du XIXe siècle / Julien Clerc)

### Années 2000
- 2000 : Face A : On serait seuls au monde (Carla Bruni / Julien Clerc)
 Face B : Si j'étais elle (Carla Bruni / Julien Clerc)
- 2001 : Face A : Quelques mots en ton nom (Julie Bonhomme / Khalil) - Duo avec Assia
 Face B : Je l'aime comme je respire (Laurent Chalumeau / Julien Clerc - Khalil)
- 2003 : Face A : Qu'est-ce que tu crois ? - Duo avec Carla Bruni - Titre original : I get along you very well ? (Hoagy Carmichael - 1938) - Adaptation : Carla Bruni et David Mc Neil
 Face B : Avant qu'on aille au fond des choses - Titre original : Until the real thing comes along (Sammy Cahn / Saul Chaplin / Mann Holner / Alberta Nichaols / L.E Freemann - 1936) - Adaptation : Maxime Le Forestier
- 2005 : Face A : Double enfance (Maxime Le Forestier / Julien Clerc)
 Face B : Place Clichy (Gérard Duguet-Grasser / Julien Clerc)
- 2006 : Face A : Quel jeu elle joue (Jean-Loup Dabadie / Julien Clerc)
 Face B : Marie-Louise (Cécile Delalamdre / Julien Clerc)
- 2006 : Face A : Une vie de rien (Carla Bruni / Julien Clerc)
 Face B : Réfugiés (Étienne Roda-Gil / Julien Clerc)
- 2008 : Face A : La jupe en laine (Gérard Duguet-Grasser / Julien Clerc)
- 2008 : Face A : Sous sa grande ombrelle (Benjamin Biolay / Julien Clerc)

### Années 2010
- 2011 : Hôtel des caravelles (Gérard Duguet-Grasser / Julien Clerc)
- 2014 : On ne se méfie jamais assez (Maxime Le Forestier / Julien Clerc)
- 2014 : On va, on vient, on rêve (Maxime Le Forestier / Julien Clerc)
- 2015 : Danser (Alex Beaupain / Julien Clerc)
- 2016 : Entre elle et moi (Bruno Guglielmi / Julien Clerc)
- 2017 : Je t'aime etc. (Pierre-Yves Lebert / Julien Clerc / Calogero)
- 2017 : La Plata (Henry Jean-Marie Levet / Julien Clerc)
- 2017 : On attendait Noël (Marie Bastide / Julien Clerc)
- 2018 : À vous jusqu'à la fin du monde (Didier Barbelivien / Julien Clerc)
- 2019 : Souffrir par toi n'est pas souffrir - Duo avec Francis Cabrel (Étienne Roda-Gil / Julien Clerc)

### Années 2020
- 2021 : Mon refuge (Clara Luciani / Julien Clerc)
- 2021 : Comment tu vas ? (Marie Bastide / Julien Clerc)
- 2022 : Mademoiselle (Didier Barbelivien / Julien Clerc)
- 2025 : Les parvis (Paul Ecole / Julien Clerc)

### Classements et ventes des singles
| Années | Titres                                       | Classement des ventes | Classement des ventes | Classement des ventes | Classement des ventes | Classement des ventes | Ventes françaises, |
| Années | Titres                                       | FRA ,                 | WAL                   | FLA                   | P-B                   | ROM                   | Ventes françaises, |
| ------ | -------------------------------------------- | --------------------- | --------------------- | --------------------- | --------------------- | --------------------- | ------------------ |
| 1968   | La Cavalerie                                 | 26                    | 23                    | —                     | —                     | —                     | 50 000             |
| 1968   | Ivanovitch                                   | —                     | 27                    | —                     | —                     | —                     | NC                 |
| 1969   | Yann et les dauphins                         | —                     | 38                    | —                     | —                     | —                     | NC                 |
| 1969   | La Californie                                | 7                     | 22                    | —                     | —                     | —                     | 100 000            |
| 1969   | Laissons entrer le soleil                    | 7                     | —                     | —                     | —                     | —                     | 150 000            |
| 1969   | Carthage                                     | 9                     | 26                    | —                     | —                     | —                     | 75 000             |
| 1970   | Des jours entiers à t'aimer                  | 15                    | 24                    | —                     | —                     | —                     | 75 000             |
| 1970   | Quatre heures du matin                       | 29                    | 27                    | —                     | —                     | —                     | NC                 |
| 1970   | Les Fleurs des gares                         | 10                    | 21                    | —                     | —                     | —                     | 150 000            |
| 1971   | Le Cœur volcan                               | 12                    | 19                    | —                     | —                     | —                     | 60 000             |
| 1971   | Berce-moi                                    | 21                    | 24                    | —                     | —                     | —                     | 60 000             |
| 1971   | Ce n'est rien                                | 7                     | 4                     | —                     | 23                    | —                     | 200 000            |
| 1972   | Niagara                                      | 20                    | 19                    | —                     | —                     | —                     | NC                 |
| 1972   | À chaque jour                                | 19                    | 14                    | —                     | —                     | —                     | 100 000            |
| 1972   | Si on chantait                               | 5                     | 4                     | —                     | 9                     | 7                     | 250 000            |
| 1973   | Ça fait pleurer le bon Dieu                  | —                     | 9                     | —                     | —                     | —                     | NC                 |
| 1974   | Danse s'y                                    | —                     | 11                    | —                     | —                     | —                     | NC                 |
| 1975   | Balade pour un fou (Loco, Loco)              | 25                    | —                     | —                     | —                     | —                     | 75 000             |
| 1976   | Elle voulait qu'on l'appelle Venise          | —                     | 6                     | 26                    | 9                     | —                     | NC                 |
| 1976   | This Melody                                  | —                     | 3                     | 3                     | 1                     | —                     | NC                 |
| 1976   | Souffrir par toi n'est pas souffrir          | —                     | 3                     | —                     | —                     | —                     | NC                 |
| 1976   | Le Cœur trop grand pour moi                  | 17                    | 8                     | —                     | —                     | —                     | 75 000             |
| 1977   | Romina                                       | —                     | 28                    | —                     | —                     | —                     | NC                 |
| 1977   | Partir                                       | 40                    | 19                    | —                     | —                     | —                     | NC                 |
| 1978   | Travailler, c'est trop dur / Ma préférence   | 17                    | —                     | —                     | 37                    | —                     | 100 000            |
| 1979   | Macumba                                      | 27                    | —                     | —                     | —                     | —                     | NC                 |
| 1979   | Ça commence comme un rêve d'enfant           | 34                    | —                     | —                     | —                     | —                     | NC                 |
| 1980   | Ma doudou / Quand je joue                    | 25                    | —                     | —                     | —                     | —                     | 80 000             |
| 1980   | Emilie Jolie                                 | 33                    | —                     | —                     | —                     | —                     | NC                 |
| 1980   | Jungle Queen / Mangos                        | 34                    | —                     | —                     | —                     | —                     | 80 000             |
| 1982   | Femmes, je vous aime                         | 30                    | —                     | —                     | —                     | —                     | 100 000            |
| 1983   | Lili voulait aller danser                    | 10                    | —                     | —                     | —                     | —                     | 500 000            |
| 1983   | Cœur de rocker                               | 4                     | —                     | —                     | —                     | —                     | 500 000            |
| 1984   | La Fille au bas nylon                        | 18                    | —                     | —                     | —                     | —                     | 150 000            |
| 1985   | Mélissa                                      | 2                     | —                     | —                     | —                     | —                     | 500 000            |
| 1987   | Hélène                                       | 11                    | —                     | 2                     | 8                     | —                     | 200 000            |
| 1990   | Fais-moi une place                           | 8                     | —                     | 43                    | —                     | —                     | 100 000            |
| 1992   | Utile                                        | 112                   | —                     | —                     | —                     | —                     | NC                 |
| 1994   | La Belle est arrivée                         | 42                    | —                     | —                     | —                     | —                     | NC                 |
| 1997   | Assez... Assez                               | 42                    | —                     | —                     | —                     | —                     | NC                 |
| 1998   | Le Phare des vagabondes                      | 38                    | —                     | —                     | —                     | —                     | NC                 |
| 2001   | Quelques mots en ton nom (avec Assia)        | 35                    | —                     | —                     | —                     | —                     | NC                 |
| 2005   | Double enfance                               | 35                    | —                     | —                     | —                     | —                     | NC                 |
| 2006   | Quel jeu elle joue                           | 41                    | —                     | —                     | —                     | —                     | NC                 |
| 2007   | Één melodie (This Melody) (avec Rob de Nijs) | —                     | —                     | —                     | 88                    | —                     | NC                 |
| 2008   | La Jupe en laine                             | —                     | 20                    | —                     | —                     | —                     | NC                 |
| 2014   | On se méfie jamais assez                     | 88                    | —                     | —                     | —                     | —                     | NC                 |
| 2016   | Entre elle et moi                            | 166                   | —                     | —                     | —                     | —                     | NC                 |

## Compilations
- 1985 : Préférences
- 1994 : Ce n'est rien (1968-1990)
- 1998 : Si on chantait
- 1998 : Intégrale 68-98 (coffret 19 CD)
- 1999 : Quatre compilations : Aimer, Danser, Utile(s) et Partir
- 2006 : 100 Chansons (coffret 5 CD)
- 2009 : Best of (coffret 3 CD)
- 2009 : Live 74, 77, 81 & 09 (coffret 7 CD)
- 2016 : Fans je vous aime